# The Girl Telegrapher's Peril
The Girl Telegrapher's Peril è un cortometraggio muto del 1915 diretto da  J.P. McGowan che interpreta anche la parte del corteggiatore respinto di Helen. L'australiano McGowan era il marito di Helen Holmes.
È l'ottavo episodio del serial The Hazards of Helen

## Trama
Blake, un guardalinee litigioso, è vedovo con due figlie. Corteggia Helen, ma lei rifiuta le sue avances. La ragazza vede un giorno Myra, la figlia più piccola di Blake, che si avventura da sola sui binari. Accorsa in suo aiuto, la salva dall'essere investita dall'Elwood Express. Ma le due non riescono di evitare di cadere nel fiume sottostante. Non sapendo nuotare, si trovano in difficoltà fino a quando arrivano a una grata, aggrappandosi alla quale si salvano. Blake tenta ancora di conquistare Helen, ma lei lo rifiuta ancora una volta.

## Produzione
Il film fu prodotto dalla Kalem Company.

## Distribuzione
Distribuito dalla General Film Company, il film uscì nelle sale cinematografiche USA il 2 gennaio 1915 usando per questo ottavo episodio del serial anche il titolo The Hazards of Helen: The Girl Telegrapher's Peril.